# HMS Terror (1813)
HMS "Terror" var en bombardergalliot tegnet af Henry Peake og konstrueret af den britiske marine, Royal Navy. Skibet var bevæbnet med en 254 mm mortér og en 330 mm mortér.

## Krigstjeneste
"Terror" tjenestegjorde i 1812-krigen mod USA. Under ledelse af John Sheridan deltog skibet i bombardementet af Stonington i Connecticut fra 9. til 12. august 1814. Skibet deltog også ved Fort McHenry i slaget ved Baltimore 13. til 14. september samme år. Angrebet på Fort McHenry inspirerede Francis Scott Key til at skrive The Star-Spangled Banner. I januar 1815 var "Terror" involveret i angrebet på St. Marys i Georgia. Efter krigen blev skibet lagt op frem til 1828, da det igen blev sat i tjeneste i Middelhavet. Den 18. februar 1828 gik hun på grund nær Lisboa. Senere blev hun trukket fri og taget ud af tjeneste efter reparationer.

## Tjeneste i Arktis og Antarktis
Bombardergallioter måtte bygges solidt for at kunne tåle rekylen fra 3-tons mortere. Dette indebar også, at fartøjerne var specielt velegnede til tjeneste i Arktis. En solid konstruktion kunne være med på at holde skibet intakt under dette områdets ekstreme vejrforhold og klima. I 1836 fik George Back kommandoen over skibet i en ekspedition til den nordlige del af Hudsonbugten. Målet var at gå ind i bugten Repulse Bay inuitbosættelsen Naujaat, hvor mandskaber skulle gå i land for at finde ud af, om Boothia-halvøen var en halvø eller en ø.
"Terror" nåede imidlertid ikke frem til Repulsebugten og måtte overvintre ud for øen Southampton Island (inuit:Salliq). Et sammenstød med et isbjerg i foråret 1837 gjorde skaderne værre. Da Back formåede at strande skibet på Irlands kyst, var det i så dårlig forfatning, at det var nær ved at synke.

## Ross-ekspeditionen
"Terror" blev repareret og fik der efter i opdrag at sejle med HMS Erebus til Antarktis. Denne ekspedition var under kommando af James Clark Ross. Francis Crozier var kaptajn på "Terror". Ekspeditionen varede fra 1840 til 1843. Skibene havde tre ture i antarktiske farvande: De krydsede Rosshavet to gange og sejlede gennem Weddellhavet, sydøst for Falklandsøerne. Vulkanen Mount Terror på Rossøen er opkaldt efter skibet.

## Franklin-ekspeditionen
I 1845 blev John Franklin givet i opdrag at finde Nordvestpassagen, og dermed en hurtigere vej fra Europa til Stillehavet (ekspeditionen er kendt som Franklin-ekspeditionen). Franklin fik HMS "Erebus" og HMS "Terror" til sin disposition. Skibene blev udrustede med dampmotorer på 20 hestekræfter og skrogene blev forstærkede med jernplader inden rejsen til Arktis. Franklin kommanderede ekspeditionen fra "Erebus". Crozier havde atter kommandoen over "Terror". Ekspeditionen skulle ibdsamle magnetiske data i den kanadiske del af Arktis samt krydse Nordvestpasagen. Passagen var tidligere blevet kortlagt fra østsiden og vestsiden men aldrig været gennemsejlet.
Ekspeditionen sejlede fra Greenhithe den 19. maj 1845. Skibene blev sidst set af britiske hvalfangere, da de sejlede ind i Baffinbugten i august 1845. Det tog lang tid før eftersøgningsaktioner blev sat i gang, blandt andet fordi skibene var udstyrede med delvis hermetiserede madforsyninger, som skulle vare i tre år. Efter to år blev der igangsat flere eftersøgningsaktioner, både private og offentlige. Disse aktioner blev igangsatte både fra britisk og amerikansk side. Mange flere liv gik tabt under eftersøgningsaktionerne, men man fik alligevel indsamlet information, som gav et sammensat billede af hvordan det var gået med ekspeditionen. Begge skibe var blevet siddende fast i isen og forladt af mandskaberne, som alle døde af kulde og udmattelse under et anstrengende forsøg på at nå Fort Resolution, 970 km i sydvestlig retning. Flere ekspeditioner helt til nyere tid, hvor lig er blevet fundet og undersøgt, samt historier fortalt gennem generationer blandt inuitter, har givet ny information. Hermetikken, mandskaberne spiste af, var sandsynligvis blyforgiftede, og sulten kan have drevet de tilbageværende til kannibalisme.

## Eftersøgninger
I årene 1848 til 1854 brugte Storbritannien 760.000 pund på at lokalisere deres forsvundne søhelt og hans to skibe. Mere end 40 ekspeditioner, langt de fleste engelske, blev sendt ud for at løse gåden. Men de første nyheder om Franklin-ekspeditionens skæbne skete først i 1854, da polarforskeren John Ross fik kontakt med en gruppe inuitter under et ophold ved Pelly Bay i nordligste Canada. Inuitterne fortalte Ross, at de fire år tidligere havde truffet en gruppe på 40 syge og udhungrede mænd, som trak en jolle og et par slæder efter sig. Senere var inuitterne stødt på 30 omkomne sømænd, der lå stivfrosne i telte og under en jolle, der var vendt på hovedet i et desperat forsøg på at holde kulden ude. Rae købte flere genstande af inuitterne, bl.a. astronomiske instrumenter og en medalje, der havde tilhørt Franklin. John Raes opdagelser fik Franklins kone til at sponsorere endnu en eftersøgning af sin mand. Da eftersøgnings-ekspeditionen nåede øen King William i 1859 fandt den knoglerester af besætningsmedlemmerne fra HMS Terror og HMS Erebus. Mest opsigtsvækkende var fundet af et dokument underskrevet af Francis Crozier, kaptajnen på HMS Erebus. Dokumentet var dateret til den 25. april 1848 og beskrev, hvordan begge skibe var blevet forladt efter at have været frosset fast i isen siden september 1846, og at de 105 overlevende planlagde at begive sig sydpå. Især en note i marginen af dokumentet sprang i øjnene. Her stod: “Franklin døde den 11. juni 1847”.
Den canadiske regering kundgjorde den 15. august 2008 igangsættelsen af en 6-ugers eftersøgningsaktion, finansieret med 75.000 canadiske dollar. Isbryderen CCGS "Sir Wilfrid Laurier" skulle forsøge at finde "Terror" og "Erebus". Det formodes, at eftersøgningsaktionen også havde den hensigt at styrke Canadas position for suverænitet over store dele af Arktis.
Fundet af HMS Erebus i 2014 fik Parks Canada til at intensivere eftersøgningen af HMS Terror, og den 12. september 2016 blev det meddelt, at et vrag, som svarede til beskrivelsen af "Terror", var fundet ved King William Islands sydkyst. Fundstedet er hemmeligholdt for at beskytte det mod plyndring. Skibene er opførte på listen National Historic Site of Canada.

## Fundet af HMS Terror
Den 3. september 2016 fandt forskningsskibet Martin Bergman skibsvraget af HMS Terror. 170 års eftersøgning var med ét slut. Selvom forskningsskibet havde moderne teknologi ombord var det et pålideligt tip fra en inuit, der bragte forskerne på sporet af Franklins skib. Seks år tidligere i 2010 havde den lokale inuit "Sammy Kogvik" set noget stikke op fra isen” på vej til sin hjemstavn Gjoa Haven. Da Martin Bergmann lagde anker ved Gjoa Haven i 2016 fortalte Kogvik om sit fund, og de canadiske udforskere besluttede at lægge ruten om og tjekke Sammy Kogviks tip.